# Виктория (футбольный клуб, Кёльн)
«Виктория 1904» — немецкий футбольный клуб из города Кёльн, земля Северный Рейн-Вестфалия. Домашние матчи команда проводит на стадионе «Шпортпарк Хёненберг». По итогам сезона 2011/12 занял первое место в Северный Рейн-Вестфальской лиге, обеспечив себе прохождение вверх в Региональную лигу «Запад».

## История
Клуб основан в 1904 году как FC Germania Kalk, и является одним из старейших футбольных клубов города. В 1909 году Germania слилась в клубом FC Kalk, образовав SV Kalk 04, а в 1911 году этот клуб был, в свою очередь, объединён с Mülheimer FC, образовав, таким образом, клуб VfR Mülheim-Kalk 04. Клуб был переименован в 1918 в VfR Köln 04, а в 1926 году завоевал свой первый титул, выиграв Западно-германский футбольный чемпионат, и вошёл в число команд, играющих в чемпионате Германии.
После реорганизации немецкого футбола 1933 года, VfR играл в Гаулиге Средний Рейн (нем. Gauliga Mittelrhein), завоевав титулы чемпиона Гаулиги в 1935 и 1937 годах, однако, далее уровень игры команды понизился.
В 1941 году Гаулига Средний Рейн разделена на 2 Гаулиги — Гаулига Мозельланд и Гаулига Кёльн-Аахен, команда играет во втором из них. Двумя годами позднее клуб объединяется с другим клубом, Mülheimer SV, в итоге образовывая команду с названием KSG VfR 04 Köln/Mülheimer SV 06 (нем. Kriegsspielgemeinschaft Verein für Rasensport Köln/Mülheimer Spielverein 06).
28 октября 2015 года в Кубке Германии у себя дома сокрушительно проиграла «Байеру 04» со счетом 0:6.